# Парламентские выборы в Албании (2001)
Парламентские выборы в Албании 2001 года прошли 24 июня. Второй тур состоялся 8 июля. Результатом стала победа правящей Социалистической партии Албании, которая получила 73 места из 140, в результате чего Илир Мета остался премьер-министром. Явка избирателей составила 53,6 %.

## Избирательная система
Парламент Албании состоит из 140 депутатов, из которых 100 избираются большинством голосов в одномандатных округах, а оставшиеся 40 избираются по партийным спискам по системе пропорционального представительства.

## Предвыборная кампания
Президент Реджеп Мейдани объявил 18 апреля 2001 года, что первый тур выборов состоится 24 июня, а второй — 8 июля. Правящая Социалистическая партия собиралась получить 60 % голосов, чтобы иметь достаточное большинство для избрания нового президента в 2002 году. Социалисты выступали за улучшение инфраструктуры, в том числе, связи и транспорта, делая ставку на свой послужной список в восстановлении порядка и экономического роста. Им также способствовало начало переговоров с Европейским Союзом о Соглашении о стабилизации и ассоциации, начатые непосредственно перед выборами.
Основная оппозиционная сила, Демократическая партия, возглавляемая экс-президентом Сали Беришей, смягчила свою риторику после поражения на местных выборах 2000 года. Демократы сформировали коалицию правых партий «Союз ради победы» (алб. Bashkimi për Fitoren), в которую вошли монархисты, националисты, республиканцы, а также либеральные демократы, и заявили, что готовы вести дела с другими партиями в случае победы на выборах. Они надеялись получить выгоду из-за общественной озабоченности коррупцией и бедностью в Албании.
Кампания в целом была мирной, и без надёжных опросов общественного мнения большинство наблюдателей ожидали, что правящие социалисты будут переизбраны меньшим большинством голосов.

## Голосование
Обе основные партии первоначально заявили о своей победе после первого тура 24 июня, в котором явка составила около 60 %. Правящая Социалистическая партия заявила, что получила 45 мест из 100. Наблюдатели от ОБСЕ охарактеризовали выборы как продвижение к международным демократическим стандартам. Однако оппозиционная Демократическая партия заявила о запугивании избирателей и фальсификациях. Процедурные различия привели к тому, что избирательные участки в Люшне оставались закрытыми, что привело к отсрочке голосования примерно для 30 000 человек. Результаты первого тура показали, что социалисты получили 33 места против 17, полученных демократами.
8 июля было проведено повторное голосование для определения победителя в 51 округе, где ни один кандидат не набрал более половины голосов в первом туре. Ещё 40 мест были определены пропорционально доле голосов, полученных каждой партией.

## Результаты
| Партия                                                 | Партия                                 | Лидер                    | Голоса    | Голоса | Голоса   | Места | Места |  |
| Партия                                                 | Партия                                 | Лидер                    | Голоса    | %      | Δ (п.п.) | Места | Δ     |  |
| ------------------------------------------------------ | -------------------------------------- | ------------------------ | --------- | ------ | -------- | ----- | ----- |  |
|                                                        | Социалистическая партия                | Фатос Нано               | 555 272   | 42,27  | ▲10,67   | 73    | ▼28   |  |
|                                                        | Союз ради победы                       | Сали Бериша              | 494 272   | 37,63  | новая    | 46    | новая |  |
|                                                        | Новая демократическая партия           | Генц Поло                | 68 181    | 5,19   | новая    | 6     | новая |  |
|                                                        | Социал-демократическая партия          | Скендер Гинуши           | 48 911    | 3,72   | ▼13,63   | 4     | ▼5    |  |
|                                                        | Партия единства в защиту прав человека | Вангел Дуле              | 34 897    | 2,66   | ▼0,49    | 3     | ▲1    |  |
|                                                        | Демократический альянс                 | Неритан Цека             | 34 262    | 2,61   | ▼0,17    | 3     | ▲3    |  |
|                                                        | Экологическая аграрная партия          | Люфтер Джувели           | 34 247    | 2,6 1  | ▲1,78    | 3     | ▲3    |  |
|                                                        | Христианско-демократическая партия     | Зеф Бушати               | 12 226    | 0,93   | ▲0,58    | 0     | ▼2    |  |
|                                                        | Социал-христианская партия Албании     |                          | 9 224     | 0,70   | новая    | 0     | новая |  |
|                                                        | Албанский демократический союз         | Юльбер Вальтери          | 8 123     | 0,62   | новая    | 0     | новая |  |
|                                                        | Другие партии                          |                          | 13 867    | 1,06   |          | 0     |       |  |
|                                                        | Независимые                            |                          |           |        |          | 2     | ▼11   |  |
|                                                        |                                        |                          |           |        |          |       |       |  |
| Недействительных голосов                               | Недействительных голосов               | Недействительных голосов | 49 310    | 3,68   | ▼3,74    |       |       |  |
| Всего                                                  | Всего                                  | Всего                    | 1 339 987 | 100,00 |          | 140   | ▼15   |  |
| Зарегистрировано / Явка                                | Зарегистрировано / Явка                | Зарегистрировано / Явка  | 2 499 238 | 53,62  | ▼18,94   |       |       |  |
|                                                        |                                        |                          |           |        |          |       |       |  |
| Источник: Nohlen & Stöver Adam Carr’s Election Archive |                                        |                          |           |        |          |       |       |  |

1. ↑  Данные противоречивы, и между общим количеством голосов за партии и количеством действительных голосов существует разница в 22 805 голосов.[3]

## После выборов
Конституционный суд постановил, что голосование должно быть повторено в восьми округах 22 июля и ещё в двух 29 июля. Международные наблюдатели охарактеризовали выборы в целом как свободные и справедливые. Однако демократы назвали выборы фарсом, заявили, что не примут их результаты и начали бойкот парламента. Бойкот длился шесть месяцев до января 2002 года, когда Сали Бериша объявил, что его партия возвращается в парламент.